# Zuray Marcano
Zuray Marcano (26 de mayo de 1954-Maracay, 23 de agosto de 2020) fue una profesora y levantadora de pesas paralímpica venezolana. En 2016 compitió en los Juegos Paralímpicos de Río de Janeiro a la edad de 62 años.
Marcano sufrió de poliomielitis siendo bebé y la enfermedad le dejó discapacitada. Esto significó que cuando sus compañeros de clase hacían deportes o ejercicio ella no participaba activamente, estaba relegada a llevar el marcador, así que nunca compitió. Decidió estudiar la carrera de docente y obtuvo un título de maestría en Educación de la Universidad del País Vasco en Bilbao.
La Venezolana incursionó a los 35 años  en  atletismo y natación,  luego conoció el levantamiento de pesas  y fue la disciplina en donde obtuvo los mejores resultados. Cuando fue elegida para competir en los Juegos Paralímpicos de Sídney 2000 lo vio como una experiencia de aprendizaje en la que pudiera demostrar que ella también podía competir y dar a conocer  en su país que las personas con discapacidad también podían hacer deportes. Marcano llegó octava en la categoría de 48 kg después de levantar 62 kg.
Compitió en los Juegos Parapanamericanos de Rio 2007 y Toronto 2015.
Se clasificó para los Juegos Paralímpicos de Verano de 2016 en Río a la edad de 62 años. Al final de la competencia se ubicó en el octavo lugar de levantamiento de potencia, obtuvo un diploma paralímpico con la marca de levantamiento de 63 kilos en la categoría de 50 kg.
Considerada icono del deporte paralímpico en Venezuela, falleció el 23 de agosto de 2020 a los sesenta y seis años.